# Isaac Lyon Goldsmid

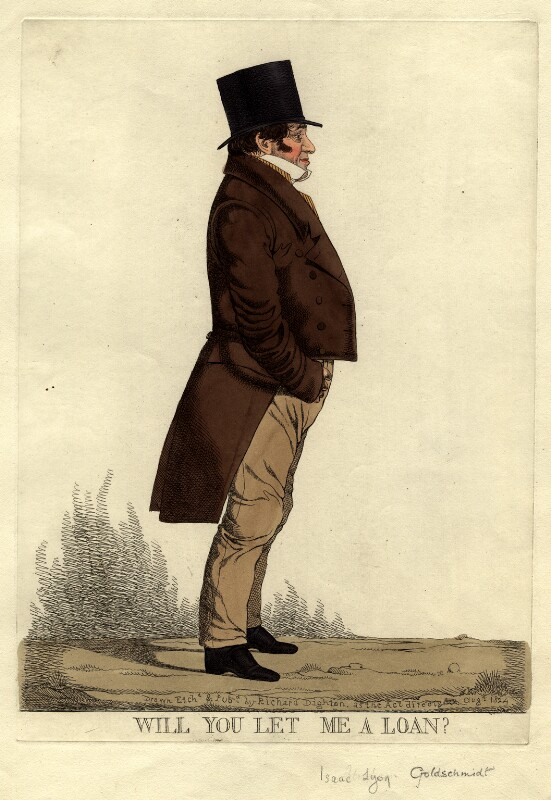
Isaac Lyon Goldsmid (1824)

Sir Isaac Lyon Goldsmid, 1. Baronet (* 13. Januar 1778 in London; † 27. April 1859 ebenda) war ein britischer Unternehmer.

## Leben
Er kam zu Reichtum als Teilhaber der Londoner Firma Mocatta & Goldsmid (gegründet 1684), welche als Makler für die Bank of England und die East India Company im Handel mit Goldbarren auftrat.
Er war maßgeblich beteiligt an der Gründung der University of London im Jahr 1837. Für seine Verdienste wurde ihm am 15. Oktober 1841 der erbliche Adelstitel Baronet, of St Johns Lodge in the County of Surrey, verliehen. Er war der erste Jude, dem im Vereinigten Königreich ein Baronettitel verliehen wurde.
1846 verlieh ihm die portugiesische Regierung den Titel Baron da Palmeira für seine Dienste bei der Beilegung eines Finanzdisputs zwischen dem Königreich Portugal und dem Kaiserreich Brasilien.
Isaac Goldsmid war ein Vorkämpfer der jüdischen Emanzipation in England und setzte sich für die Zulassung von Juden als Kandidaten für das Parlament ein.

## Familie
Isaac Lyon Goldsmid heiratete seine Cousine Isabel Goldsmid (1788–1860). Deren ältester Sohn war der englische Politiker Francis Henry Goldsmid (1808–1878). Er erbte den väterlichen Adelstitel und war Abgeordneter des Britischen Parlaments für den Wahlbezirk Reading. Dessen Ehefrau war die Feministin Louisa Sophia Goldsmid (1819–1908). Der zweite Sohn war der Politiker Frederick David Goldsmid (1812–1866). Dieser war liberaler Abgeordneter des Britischen Parlaments für den Wahlbezirk Honiton und Erbe des väterlichen Anwesens Somerhill House. Dessen Tochter Mary Ada Goldsmid (1836–1905) heiratete 1856 den Mitinhaber von „Mocatta & Goldsmid“ Frederick David Mocatta (1828–1905).